# Випробування міжвідомчі
Випро́бування міжві́домчі (рос. испытания межведомственные, англ. interdepartmental tests; нім. zwischenbehördliche Teste m pl) — випробування, що проводяться комісією з представників декількох зацікавлених міністерств та (чи) відомств, або приймальні випробування встановлених видів продукції для приймання складових частин об'єкта, розробленого спільно декількома відомствами. ДСТУ 3021-95.